# Richie Beirach
Richie Beirach (né le 23 mai 1947 à New York) est un pianiste et compositeur américain de jazz. Il a collaboré avec des musiciens comme Stan Getz, Lee Konitz ou Chet Baker et a notamment joué avec Dave Liebman dans les années 1970 et 1980.
Formé initialement au piano classique, il a su créer son style en s'exprimant dans le hard bop jusqu'au free jazz.

## Biographie

### Jeunesse
Il commence l'étude du piano à l'âge de 5 ans. L'année suivante il prend des leçons avec le pianiste et compositeur James Palmeri, dont Beirach dira qu'il lui a tout appris. Jusqu'à ses 13 ans, il étudie exclusivement le piano classique. À cet âge il entend un jour chez un ami le titre Billy Boy interprété par Red Garland sur l'album Milestones de Miles Davis. Une révélation pour Beirach, dont il parle en ces termes : « J'avais du mal à y croire. C'était exactement ce que je cherchais, ce dont j'avais besoin. (...) J'ai apporté l'album à mon professeur, et il a détesté ; totalement détesté ».
Malgré les réticences de son professeur, le jeune Richie Beirach poursuit les leçons de piano classique, tout en cherchant à entrer en contact avec des musiciens de jazz. À 18 ans, il fait son entrée sur la scène new-yorkaise, accompagnant notamment le saxophoniste Lee Konitz et le trompettiste Freddie Hubbard tout en travaillant occasionnellement comme docker dans le port de New York.
En 1967, il intègre le Berklee College of Music, prestigieuse école de musique de Boston, où il côtoie de futurs grands musiciens tels que le pianiste Keith Jarrett, le contrebassiste Miroslav Vitouš ou le guitariste John Abercrombie. L'année suivante il s'installe à New York et suit la classe de composition de Ludmila Ulehla (en) à la Manhattan School of Music dont il sort diplômé quatre ans plus tard avec la spécialité théorie et composition,.

### Carrière
En 1972, Beirach part en tournée mondiale avec le saxophoniste Stan Getz, qu'il accompagne aux côtés de Dave Holland à la basse et de Jack DeJohnette à la batterie.
En avril 1974 il intègre le groupe jazz rock Lookout Farm du saxophoniste Dave Liebman, notamment entouré du guitariste John Abercrombie et du percussionniste Don Alias. Beirach y joue du piano électrique et entame une collaboration étroite avec Liebman, initialement marquée par la sortie de l'album Lookout Farm (en), et qui se poursuivra jusqu'en 1976 avec des tournées en Europe et la participation à de nombreux festivals.
En 1976, Richie Beirach forme le groupe Eon, un trio avec Frank Tusa (en) et Jeff Williams. Il réalise l'album Eon (en) sur le label ECM, son premier album à paraître sous son nom.
Jusqu'à la fin des années 1970, Beirach enregistre plusieurs albums en tant que leader, notamment Forgotten Fantaisies (A&M) et Elm (en) (ECM), ainsi qu'un premier album en solo intitulé Hubris (en) (ECM). Parallèlement et jusqu'au début des années 1980, Beirach accompagne régulièrement des musiciens comme le trompettiste Chet Baker, les guitaristes John Scofield et John Abercrombie.
Dans les années 1980, Richie Beirach se concentre sur le piano solo — Live in Tokyo (1981), Ballads (1986), Ballads 2 (1987) — ainsi que sur sa collaboration avec Dave Liebman, en duo ou au sein du groupe Quest (en) auquel participent par ailleurs George Mraz, Billy Hart et {Ron McClure. Le groupe sort six albums et effectue des tournées en Asie, en Europe et en Amérique jusqu'à sa séparation en 1991.
À partir de la fin des années 1980, le travail personnel de Beirach se caractérise par des albums inspirés de références extra-musicales tels que Waterlilies, d'après des Nymphéas de Monet, ou Breathing Statues d'après des textes de Rilke, ainsi que par des albums d'improvisation libre tels que Self Portraits, Sunday Songs ou Live at Maybeck Recilat Hall.
Dans la première partie des années 1990, Beirach s'illustre dans le trio de Ron McClure, sur plusieurs albums avec le tromboniste Conrad Herwig (en) ainsi que sur l'album Trust enregistré à son nom avec Dave Holland et Jack DeJohnette. À partir de 1996, le pianiste s'entoure principalement de George Mraz et Billy Hart, collaboration concrétisée notamment par trois albums à son nom (The Snow Leopard, Romantic Rhapsody et What is this thing called Love), mêlant standards et compositions originales.
En 2002, l'album No Borders (i.e. « Sans Frontières ») — qui contient un morceau original dédié aux victimes du 11 septembre — est le premier d'une série marquée par l'utilisation de morceaux classiques comme base d'improvisation. En collaboration avec le violoniste Georg Hübner et George Mraz à la basse, trois autres albums sortent ensuite dans cette veine (Round about Bartok, Round about Federico Mompou et Round about Monteverdi).
Depuis 2000, Richard Beirach vit en Allemagne, où il a enseigné le piano au conservatoire Felix–Mendelssohn-Bartholdy de Leipzig.

## Style
Les critiques rapprochent le style du pianiste de celui de Bill Evans, notamment pour sa « riche palette harmonique et la délicatesse de son phrasé ».
Selon le critique de jazz Scott Yanow, le style personnel et la créativité de Beirach se caractérisent notamment par un large spectre lui permettant de s'exprimer « tant dans le free que dans le lyrisme », qualités dont Yanow considère qu'elles sont « sous-estimées ».
Le critique français Xavier Prévost écrit dans le Dictionnaire du Jazz que l'« instrumentiste accompli », se distingue notamment par cette « liberté tonale chère aux musiciens de sa génération », ainsi que « sa vigueur rythmique et son sens de l'écoute et de la relance ».
Plusieurs morceaux de Richie Beirach font aujourd'hui partie du répertoire des standards de jazz, tels que Elm ou la ballade Leaving, en atteste la présence de ces morceaux sur différents fake books.

## Discographie

### En tant que leader
- Eon (ECM, 1974)
- Forgotten Fantasies with David Liebman (A&M Horizon, 1975)
- Sunday Song with Frank Tusa (Trio, 1975)
- Methuselah (Trio, 1975)
- Zal (Trio, 1976)
- Leaving with Jeremy Steig (Trio/Storyville, 1976)
- Hubris (ECM, 1977)
- Omerta with David Liebman (Trio/Storyville, 1978)
- Kahuna, Keeper of Secrets with Masahiko Togashi (Trio, 1978)
- Elm (ECM, 1979)
- Elegy for Bill Evans (Palo Alto, 1981)
- Rendezvous with George Mraz (IPI, 1981)
- Live in Tokyo: Solo Concert (Break Time, 1981); also released as Complete Solo Concert 1981 with two additional tracks (PJL, 1981)
- Breathing Of Statues (Magenta/CMP, 1982)
- Continuum (Baybridge/Eastwind, 1983)
- Antarctica (Pathfinder/Evidence, 1985)
- Double Edge with David Liebman (Storyville, 1985)
- The Duo: Live with David Liebman (Advance, 1985)
- Ballads (Sony Japan, 1986)
- Ballads 2 (Sony Japan, 1987)
- Water Lillies: Richie Beirach Plays Musical Portraits of Claude Monet (Sony Japan, 1987)
- Emerald City with John Abercrombie (Pathfinder/Evidence, 1987)
- Common Heart (Owl, 1987)
- Some Other Time: A Tribute to Chet Baker (Triloka 1989)
- Chant with David Liebman (CMP, 1989)
- Convergence with George Coleman (1990) U.S. Top Jazz Albums No. 14[6]
- Inamorata (EAU, 1990)
- Self Portraits (CMP, 1990)
- Sunday Songs (Blue Note, 1990)
- Themes and Impromptu Variations (EAU, 1991)
- Live at The Maybeck Recital Hall, Vol. 19 (Concord Jazz, 1992)
- Trust (Evidence, 1992)
- Too Grand with Andy LaVerne (SteepleChase, 1992)
- Universal Mind with Andy LaVerne (SteepleChase, 1993)
- Solo Piano Recital: Live in Japan (Label Les Jungle, 1994)
- The Snow Leopard (Alfa/Evidence, 1996)
- Freedom Joy with Masahiko Togashi (Trial, 1997)
- New York Rhapsody with Gregor Huebner (Tokuma, 1998)
- What Is This Thing Called Love? (Venus, 1999)
- Round About Bartok with Gregor Huebner and George Mraz (ACT, 1999)
- Romantic Rhapsody (Venus, 2000)
- Round About Mompou with Gregor Huebner and George Mraz (ACT, 2001)
- No Borders (Venus, 2002)
- Manhattan Reverie (Venus, 2004)
- The Duo Session with Laurie Antonioli (Nabel, 2004)
- Duality: The First Ten Years (Niveau/Nuromusic, 2007)
- Summer Night (Venus, 2007)
- Crossing Over (Niveau, 2008)
- Jazz Adagios (Venus, 2008)
- Quest for Freedom with David Liebman, Jim McNeely, and the Frankfurt Radio Bigband (Challenge, 2010)
- Knowinglee with Lee Konitz and David Liebman (Outnote, 2010)
- Impressions of Tokyo: Ancient City of the Future (Outnote, 2011)
- Unspoken with David Liebman (Outnote, 2011)
- Leaving - Live at the Chateau Fleur Cardinale (JazzLine 2023)